# Akba Atatdia
Akba Atatdia (Akbaatatdia, Isaahka, Isaahkawuattee, Baakukkule, Iichikbaaalee; Old Man Coyote, First Coyote, First Maker, Old Man), Kojot je igrao ulogu i Stvoritelja i varalice u mitologiji Indijanaca Vrana. U nekim verzijama mita o stvaranju kod Indijanaca Vrana zapravo su postojala dva Kojota, Starac Kojot koji je stvorio ljude, životinje i zemlju, i obični Kojot koji je imao avanture i upadao u nevolje. U drugim verzijama bili su jedno te isto.